# Ліквідація свердловин
Ліквіда́ція свердлови́н (рос. ликвидация скважины; англ. well abandonment; нім. Bohrlochverfüllung f, Sondenverfüllung f) — повне списання свердловини з рахунку через неможливість її подальшого буріння або експлуатації через технічні або геологічні причи.

## Загальна інформація
Причини ліквідації свердловин, подальше використання яких є недоцільним, наступні:
‒ складна аварія та доведена технічна неможливість її усунення, а також неможливість використання свердловини для інших цілей, наприклад: як спостережна, нагнітальна, п'єзометрична тощо;
‒ відсутність нафтогазононасичених горизонтів, розкритих даною свердловиною, і неможливість її використання для інших цілей (поглиблення, перехід на інший об’єкт, використання як поглинаючої для закачування стічних вод тощо);
‒ повне обводнення законтурною водою та відсутність у її розрізі об'єктів для переходу;
‒ розташування свердловини у забудованих та зайнятих зонах (підприємства, житлові масиви, водосховища тощо) чи зонах стихійних лих (землетруси, зсуви і т.п.).
Свердловини ліквідовують якщо ремонтні роботи не дали позитивних результатів, подальше їх використання є недоцільним або свердловини розміщені в зонах забудов, геологічної активності земної поверхні (землетруси, зсуви) тощо.
Неліквідовані свердловини можуть стати причиною внутрішньо-пластових перетікань, забруднення водних пластів, загазованості території, що недопустимо згідно з вимогами охорони надр і довкілля.
У свердловинах, які підлягають ліквідації, при можливості витягують опущені обсадні труби, а стовбур цементують, заливають глинистим розчином або засипають сухою глиною.
Іноді доводиться ліквідовувати свердловину, якщо, наприклад, ремонтні роботи не дали позитивних результатів, подальше їх проведення і використання свердловини визнано недоцільним або свердловина розміщена в зонах забудов, стихійних явищ (землетруси, зсуви) та ін.
Ліквідація свердловин проводиться згідно з «Положенням про порядок ліквідації нафтових, газових і інших свердловин і списання витрат на їх спорудження [Архівовано 19 липня 2018 у Wayback Machine.].

## Категорії свердловин, які ліквідуються
У залежності від причин ліквідації свердловини ділять на шість категорій:
- пошукові, розвідувальні, опорні, параметричні свердловини, які виявилися «сухими» або водяними; не доведені до проектної глибини через геологічну недоцільність; не доведені до проектної глибини, але які розкрили проектний горизонт; які дають приплив нафти, газу, свердловини з забалансовими запасами або експлуатація яких нерентабельна тощо;
- видобувні свердловини, які виявилися «сухими» або водяними, оцінювальні свердловини, що виконали своє призначення; нагнітальні, спостережні, а також свердловини для скидання стічних вод та інших промислових відходів і такі, які виявилися в несприятливих геологічних умовах; свердловини, які підлягають ліквідації за технічних причин внаслідок неякісної проводки або аварії під час будівництва, аварії в процесі експлуатації тощо;
- свердловини, які знаходяться на обліку в основних фондах нафтогазовидобувного підприємства (НГВП): після повного обводнення пластовою водою продуктивного горизонту; у разі зниження дебіту до межі рентабельності внаслідок виснаження або обводнення продуктивного горизонту; через припинення приймальності і неможливість або економічну недоцільність відновлення; через відсутність необхідності подальшого використання (спостережні, оціночні і нагнітальні свердловини); які вибули з експлуатації через порушення обсадних колон внаслідок корозії, на яких проведення ремонтно-відновлюваних робіт технічно неможливо або економічно недоцільно;
- свердловини, розташовані в заборонених зонах (полігони, водосховища, населені пункти, промислові підприємства тощо); ліквідовані після стихійних лих;
- спеціального призначення, пробурені для проведення дослідних і дослідно-промислових робіт, ліквідовані внаслідок геологічних ускладнень тощо;
- свердловини, законсервовані в очікуванні організації промислу, в тому числі зараховані до складу основних фондів, якщо їх консервація перевищує 10 років, а введення цих площ в розробку на ближчі 5 — 7 років планами НГВП не передбачаються; використання яких як експлуатаційних неможливо через невідповідність умов експлуатації. План на кожну ліквідовану свердловину складається НГВП або управлінням бурових робіт (УБР).

## План ліквідації
План складається з двох частин.
Перша частина містить короткі відомості про початкове і поточне призначення свердловини, її конструкцію, історію експлуатації і причини ліквідації.
Друга частина містить у собі перелік операцій з оцінки технічного стану свердловини, технологію ремонтно-відновлювальних робіт на випадок виявлення дефектів у стані свердловини і технологію робіт з безпосередньої ліквідації свердловини. Оцінка технологічного стану свердловини полягає в: визначенні герметичності експлуатаційної колони опресовуванням або шляхом проведення аналізу складу рідини, яка надходить із свердловини; якщо колона не герметична, то інтервал порушення визначають безпосередньо витратоміром (дебітоміром), термометром або поінтервальним опресовуванням; визначення висоти піднімання та якості цементу за експлуатаційною колоною — з допомогою цементомірів АКЦ, СГДТ; виявлення перетоку рідини за колоною — термометром.

## Технологія робіт
Технологією робіт з ліквідації свердловини передбачається: промивання свердловини з опусканням насосно-компресорних труб (НКТ) до вибою; очищення стінок експлуатаційної колони від глинистої кірки, нафти, парафіну, смолистих речовин і продуктів корозії в інтервалах встановлення цементних мостів; у залежності від віддаленості продуктивних пластів (інтервалів перфорації) один від одного, встановлення суцільного або переривчастого цементних мостів від вибою до глибини, яке забезпечує перекриття усіх інтервалів перфорації та інтервалів нафтогазопроявлень; висота кожного цементного моста дорівнює товщині пласта плюс 20 м вище покрівлі і нижче його підошви; над покрівлею верхнього пласта цементний міст встановлюють на висоті не менше 50 м; тип цементу і рецепт приготування розчину вибирається згідно з чинними положеннями та інструкціями; якість цементу перевіряється лабораторним аналізом; у випадку ліквідації свердловини (особливо з відкритим вибоєм) з пластовим тиском нижче гідростатичного (має місце поглинання цементного розчину) попереднє обмеження поглинальної здатності пластів, застосовування тампонажних сумішей з регулювальними густиною і часом втрати текучості, котрий дорівнює часу нагнітання їх в інтервал встановлення мостів або в заколонний простір; оцінка опресовуванням герметичності затверділого ізоляційного матеріалу; відбивання повним розвантаженням НКТ для циркуляції промивного розчину верхньої границі моста; витягання обсадних колон тільки за відсутності газових і газонафтових покладів, а також напірних мінералізованих пластових вод, здатних забруднити верхні прісні води; зрізання і витягання експлуатаційної колони, якщо в результаті ремонтно-відновлювальних робіт не вдалося за технічних причин підняти цемент під тиском над залишеною у свердловині експлуатаційною колоною до гирла; перевірка герметичності цементного моста; перевірка герметичності міжколонного простору між напрямленням і кондуктором, між кондуктором і проміжною технічною колоною; за відсутності герметичності нагнітання цементного розчину (або іншого ізоляційного реагенту) під тиском до повної герметизації міжколонного простору.
Гирло ліквідованої свердловини обладнують репером, на якому електрозваркою роблять напис: номер свердловини, найменування родовища (площі) та організації (НГВП, УБР). Для встановлення репера на сплющеній зверху трубі опускають на глибину не менше 2 м дерев'яну пробку і заливають до гирла цементним розчином. Над гирлом свердловини встановлюють бетонну тумбу розміром 1×1×1 м. Висота репера над бетонною тумбою не менше 0,5 м. Якщо технічну колону витягують, то репер встановлюють у кондукторі або в шахтному напрямленні і також споруджують бетонну тумбу. Під час ліквідації свердловин за шостою категорією всі обсадні колони (напрямлення, кондуктор, технічну та експлуатаційну колони) повністю зрізують на 1 м нижче відмітки дна (річки, водоймища), і ту частину витягують із свердловини. Залишену частину обсадних колон у свердловині зверху заливають цементним розчином з підняттям його до поверхні дна (річки, водосховища). НГВП призначає зі сторони виконавця особу, відповідальну за проведення робіт з ліквідації свердловини. Контроль якості виконаних робіт здійснює представник цеху з видобування нафти і газу або підтримання пластового тиску в залежності від категорії (призначення) свердловини.